# Борисово-Судське (Бабаєвський район)
Борисово-Судське — село в Бабаєвському районі Вологодської області Росії.
Адміністративний центр Борисовського сільського поселення.
Відстань по автодорозі до районного центру Бабаєво — 62 км. Найближчі населені пункти — с. Олександровська, с. Карасово, с. М'ятино. Станом на 2002 рік проживало 1897 чоловік (901 чоловіків, 996 жінок). Переважаюча національність — росіяни (96%). Борисово-Судське є не тільки одним з найстаріших поселень, але й неформальним «культурним центром» Бабаєвського району. В останні роки в середині літа в Борисово-Судському проводиться ярмарок і фестиваль художньої самодіяльності «Глибинкою жива Росія».